# Fiat-OM série « Z »
Les camions Fiat-OM série « Z » ou Zeta, sont une gamme très étendue de camions de petit et moyen tonnage, destinée à des usages multiples, fabriquée par le constructeur italien Fiat V.I. dans les usines de sa filiale OM de Brescia à partir de 1977.
Cette gamme de véhicules fera suite à la série « X », la première de l'unification des gammes entre les différentes filiales du groupe Fiat : Fiat V.I. et OM. Elle sera distribuée sous les marques Unic en France, Magirus-Deutz en Allemagne et Saurer en Suisse.
À partir de 1987, avec l'arrivée des moteurs turbo, elle sera commercialisée sous la seule appellation « Iveco TurboZeta ».

## Gamme Fiat OM Zeta
La gamme « Z », reprend l'essentiel des châssis et motorisations de la gamme « X » mais bénéficie de cabines entièrement nouvelles dotées d'un bon confort et d'une excellente visibilité avec son immense parebrise et ses trois essuie-glaces.
Comme la précédente gamme Fiat-OM série « X » qu'elle remplace, la gamme « Z » est déclinée en de très nombreuses variantes :
- châssis cabine ;
- camion plateau ;
- camion benne pour chantiers de construction ;
- fourgon ;
- bus scolaire et châssis pour minibus.

À partir de 1987, Fiat V.I. la dotera des nouvelles motorisations Fiat-Iveco turbocompressées et sera alors commercialisée sous le seul label « Iveco TurboZeta ». Ses grandes qualités et sa faible largeur en feront un camion parmi les plus appréciés dans sa catégorie.

### Caractéristiques techniques Zeta

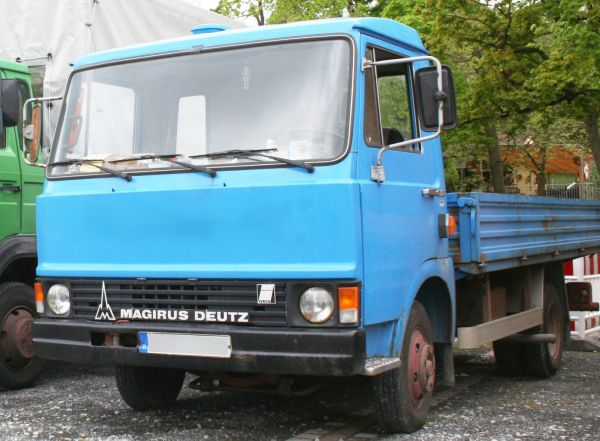
Magirus Deutz 90M.5.

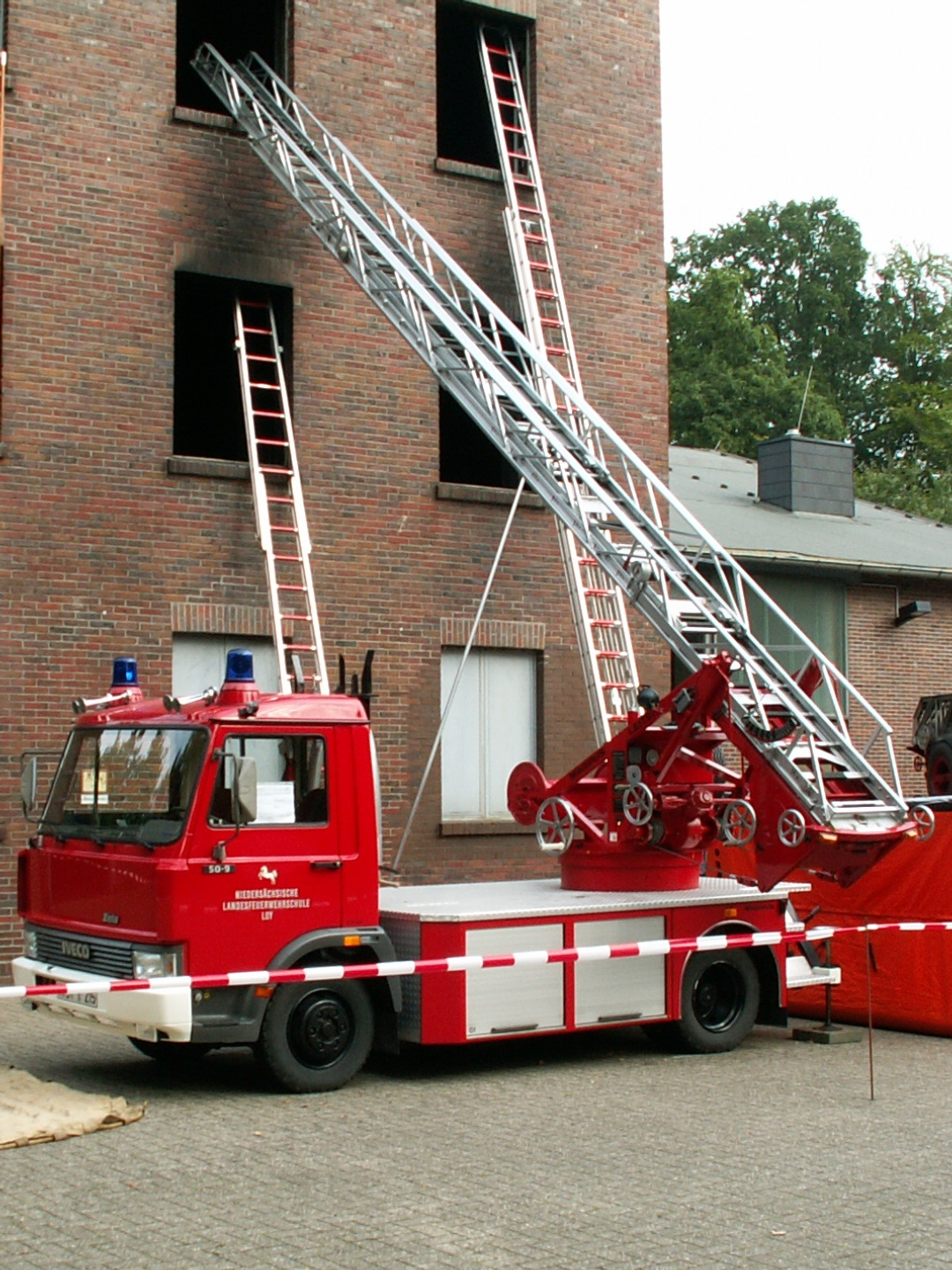
Fiat Iveco Zeta utilisé comme grande échelle pompiers.

| Modèle                                                            | Années de production | Type moteur  | Cylindrée (cm3) | Puissance (ch DIN)    | PTAC        |
| ----------------------------------------------------------------- | -------------------- | ------------ | --------------- | --------------------- | ----------- |
| Fiat OM Z 50.9 - 4x2 uniquement pour marchés allemand et français | 1977 - 1980          | Fiat 8040-04 | 3 456           | 85 ch à 3 200 tr/min  | 5,4 t       |
| Fiat OM Z 50.10 uniquement pour marchés allemand et français      | 1980 - 1987          | Fiat 8340-04 | 4 570           | 100 ch à 2 800 tr/min | 5,4 t       |
| Fiat OM Z 60.10 - Châssis cabine plateau - fourgon et autobus     | 1977 - 1982          | Fiat 8340-04 | 4 570           | 100 ch à 2 800 tr/min | 6,0 t       |
| Fiat OM Z 65.10                                                   | 1977 - 1980          | Fiat 8340-04 | 4 570           | 100 ch à 2 800 tr/min | 6,7 t       |
| Fiat OM Z 65.12                                                   | 1980 - 1987          | Fiat 8340-05 | 4 570           | 120 ch à 2 800 tr/min | 6,9 t       |
| Fiat OM Z 79.10                                                   | 1977 - 1987          | Fiat 8340-04 | 4 570           | 100 ch à 2 800 tr/min | 8,0 t       |
| Fiat OM Z 79.13                                                   | 1980 - 1982          | Fiat 8060-04 | 5 499           | 130 ch à 3 200 tr/min | 8,1 t       |
| Fiat OM Z 79.14                                                   | 1982 - 1987          | Fiat 8060-05 | 5 183           | 140 ch à 2 800 tr/min | 8,1 t       |
| Fiat OM Z 80.16 Turbo 4x4                                         | 1982 - 1987          | Fiat 8060-24 | 5 499           | 160 ch à 3 200 tr/min | 9,0 t       |
| Fiat OM Z 95.14                                                   | 1980 - 1987          | Fiat 8060-05 | 5 183           | 136 ch à 3 200 tr/min | 9,4 t       |
| Fiat OM Z 100.13                                                  | 1977 - 1982          | Fiat 8060-04 | 5 183           | 130 ch à 3 200 tr/min | 11,0 t      |
| Fiat OM Z 109.14                                                  | 1982 - 1987          | Fiat 8060-05 | 5 183           | 136 ch à 3 200 tr/min | 11,0 t      |
| Magirus 90M.5                                                     | 1983 - 1987          | Deutz F4L913 | 4.086           | 87 ch à 2 800 tr/min  | 5,3 / 5,9 t |
| Magirus 90M.7                                                     | 1983 - 1987          | Deutz F4L913 | 4.086           | 87 ch à 2 800 tr/min  | 7,49 t      |

## Gamme Iveco TurboZeta
À partir de 1987, soit après dix années de succès, la gamme est modernisée avec l'apparition généralisée de moteurs turbocompressés sur chaque modèle de la gamme. Cette gamme est toujours aussi large et couvre désormais la plage de six à onze tonnes de PTC.
Le châssis très robuste n'a pas été modifié, seule la cabine présente quelques modifications. Les phares ronds ont été remplacés par des phares rectangulaires et des déflecteurs latéraux ont été ajoutés, comme sur la gamme haute TurboStar.

### Caractéristiques techniques Iveco TurboZeta
| Modèle        | Années de production | Type moteur     | Cylindrée | Puissance                 | PTC            |
| ------------- | -------------------- | --------------- | --------- | ------------------------- | -------------- |
| Iveco 50.9    | 1987 - 1992          | Fiat 8040-05    | 3 455 cm3 | 93 ch à 2 800 tr/min      | 5,40 t         |
| Iveco 60.9    | 1987 - 1990          | Fiat 8040-05    | 3 455 cm3 | 93 ch à 2 800 tr/min      | 6,0 t          |
| Iveco 59.12   | 1989 - 1992          | Fiat 8340.05    | 4 562 cm3 | 120 ch à 2 800 tr/min     | 5,99 t         |
| Iveco 65.12   | 1987 - 1991          | Fiat 8340-05    | 4 562 cm3 | 120 ch à 2 800 tr/min     | 6,60 t         |
| Iveco 75.12   | 1987 - 1990          | Fiat 8340.05    | 4 562 cm3 | 120 ch à 2 800 tr/min     | 7,50 t         |
| Iveco 79.14   | 1987 - 1991          | Fiat 8060-05    | 5 183 cm3 | 140 ch à 2 800 tr/min     | 7,99 t         |
| Iveco 85.14   | 1977 - 1989          | Fiat 8060-05    | 5 183 cm3 | 140 ch à 2 800 tr/min     | 9,0 t          |
| Iveco 100.14  | 1987 - 1992          | Fiat 8060-05    | 5 183 cm3 | 140 ch à 2 800 tr/min     | 10,60 t        |
| Iveco 109.14  | 1983 - 1992          | Fiat 8060-05    | 5 183 cm3 | 140 ch à 2 800 tr/min     | 10,90 t        |
| Iveco 110.14  | 1983 - 1992          | Fiat 8060-05    | 5 183 cm3 | 140 ch à 2 800 tr/min     | 11,99 t        |
| Iveco Série M | 1984 - 1992          | Fiat 8064 Turbo | 5 861 cm3 | 140/176 ch à 2 700 tr/min | 12,5 t /16,0 t |

## Versions autobus
Cette série a aussi servi de base à la réalisation d'autobus « midi », en Italie, en Yougoslavie Zastava Kamioni et en Turquie Otoyol à partir de la version 65.12.

## Gamme Zeta et TurboZeta à l'étranger
La série « Z » et TurboZeta a été fabriquée en Yougoslavie par Zastava Kamioni où elle a figuré au catalogue à partir de 1988 sous l'appellation Zastava 645 puis Zastava TurboZeta jusqu'en 2012. Elle a été remplacée par la gamme Zastava EuroZeta.
Une grande partie de la série TurboZeta a été fabriquée sous licence en Turquie par la filiale du groupe italien Fiat-IVECO, Oto-Yol de 1990 à 1998.
Une partie de la série TurboZeta a été fabriquée, à partir de 1981, sous licence au Mexique par DINA mais dotée de moteurs Cummins.
En Italie, cette large gamme a été remplacée en 1991 par la gamme IVECO EuroCargo qui couvre la plage de 7 à 18 tonnes de PTC. Il a également été remplacé, bien qu’un peu moins directement, par les versions plus lourdes de l’Iveco Daily.